# Шевцов, Иван Петрович
Иван Петрович Шевцов (1921—1987) — советский учёный-медик, уролог, организатор здравоохранения и медицинской науки, доктор медицинских наук (1968), профессор (1968), генерал-майор медицинской службы (1979). Заслуженный деятель науки РСФСР (1978). Член Правления Всесоюзного общества урологов и Всероссийского общества урологов.

## Биография
Родился 25 марта 1921 года в Черкассах, Украинской ССР в рабочей семье.
В 1939 году поступил в Днепропетровский медицинский институт и с этого же года был призван в ряды РККА. С 1941 года участник Великой Отечественной войны в составе танковых войск на младше и средне командирских должностях.
С 1945 по 1950 годы проходил обучение в Военно-медицинской академии имени С. М. Кирова, которую окончил с отличием. С 1950 по 1954 год обучался в адъюнктуре этой академии по кафедре урологии. С 1954 года начал свою научно-педагогическую деятельность на кафедре урологии Военно-медицинской академии имени С. М. Кирова в должностях: старший ординатор, преподаватель, старший преподаватель и заместитель начальника кафедры, с 1968 по 1987 год  — профессор и начальник кафедры урологии. 
Одновременно с педагогической деятельностью с 1968 по 1987 год являлся — главным урологом Министерства обороны СССР, руководил  военными урологами Советского Союза. В 1979 году И. П. Шевцову Постановлением Совета Министров СССР было присвоено воинское звание  генерал-майор медицинской службы.

Могила Шевцова на Богословском кладбище Санкт-Петербурга.

### Научно-педагогическая деятельность и вклад в науку
Основная научно-педагогическая деятельность И. П. Шевцова была связана с вопросами в области военной урологии, энурезу, мочекаменной болезни, повреждениями мочеполовых органов, заболеваниях и травмах спинного
мозга. При участии И. П. Шевцова впервые в Советском Союзе начинают разрабатываться вопросы дистанционной литотрипсии, а так же трансуретральные резекции новообразований предстательной железы и мочевого пузыря. Им был
предложен и внедрён в практику ряд новых операций, в том числе диатермоэксцизии новообразований мочевого пузыря, нефропексии и лигатурной резекции полюса почки. Помимо основной деятельности И. П. Шевцов являлся — членом Правления Всесоюзного общества урологов, Всероссийского общества урологов, Всесоюзного общества нефрологов, членом Научного общества по хирургии при АМН СССР. 
В 1954 году И. П. Шевцов защитил диссертацию на соискание учёной степени кандидат медицинских наук по теме: «Исследование сна методом актографии у больных, страдающих ночным недержанием мочи», в 1972 году — доктор медицинских наук по теме: «Урологическая помощь больным с закрытой травмой спинного мозга». В 1973 году И. П. Шевцову было присвоено учёное звание профессора. И. П. Шевцов являлся автором более двести семидесяти научных работ, им было подготовлен более двадцати трёх кандидатов и докторов наук. Являлся членом редакционного отделения «Урология, нефрология, сексопатология» Большой медицинской энциклопедии, членом редакционного совета журналов «Вестник хирургии имени И. И. Грекова» и «Урология и нефрология».
Скончался 31 июня 1987 году в Ленинграде, похоронен на Богословском кладбище.

## Награды
- Орден Отечественной войны 1-й степени (06.04.1985)[7]
- Медаль «За боевые заслуги» (27.12.1951)
- Медаль «За победу над Германией в Великой Отечественной войне 1941—1945 гг.»
- Заслуженный деятель науки РСФСР (1978)[1]